# کاترین هیکلند
کاترین هیکلند (انگلیسی: Catherine Hickland؛ زادهٔ ۱۱ فوریهٔ ۱۹۵۶) بازیگر، نویسنده و خواننده اهل ایالات متحده آمریکا است. وی از سال ۱۹۷۸ میلادی تاکنون مشغول فعالیت بوده است و مدیر عامل اجرایی یک شرکت تولید لوازم آرایشی هم هست.
از فیلم‌ها یا مجموعه‌های تلویزیونی که وی در آن‌ها نقش داشته است، می‌توان به نظم و قانون، نظم و قانون: قصد جنایی، نایت رایدر، گرگ آسمان، آخرین زوج آمریکا و افسونگری اشاره نمود.